# Flughafen Kulusuk

i7
i11
i13
Der Flughafen Kulusuk (IATA-Code: KUS, ICAO-Code: BGKK) ist ein Flughafen in Kulusuk im östlichen Grönland.

## Lage
Der Flughafen liegt etwa 2,5 km östlich von Kulusuk und ist über eine 2,6 km lange Schotterpiste ab dem Ostrand des Dorfs zu erreichen. Er liegt auf einer Höhe von 117 Fuß.

## Geschichte

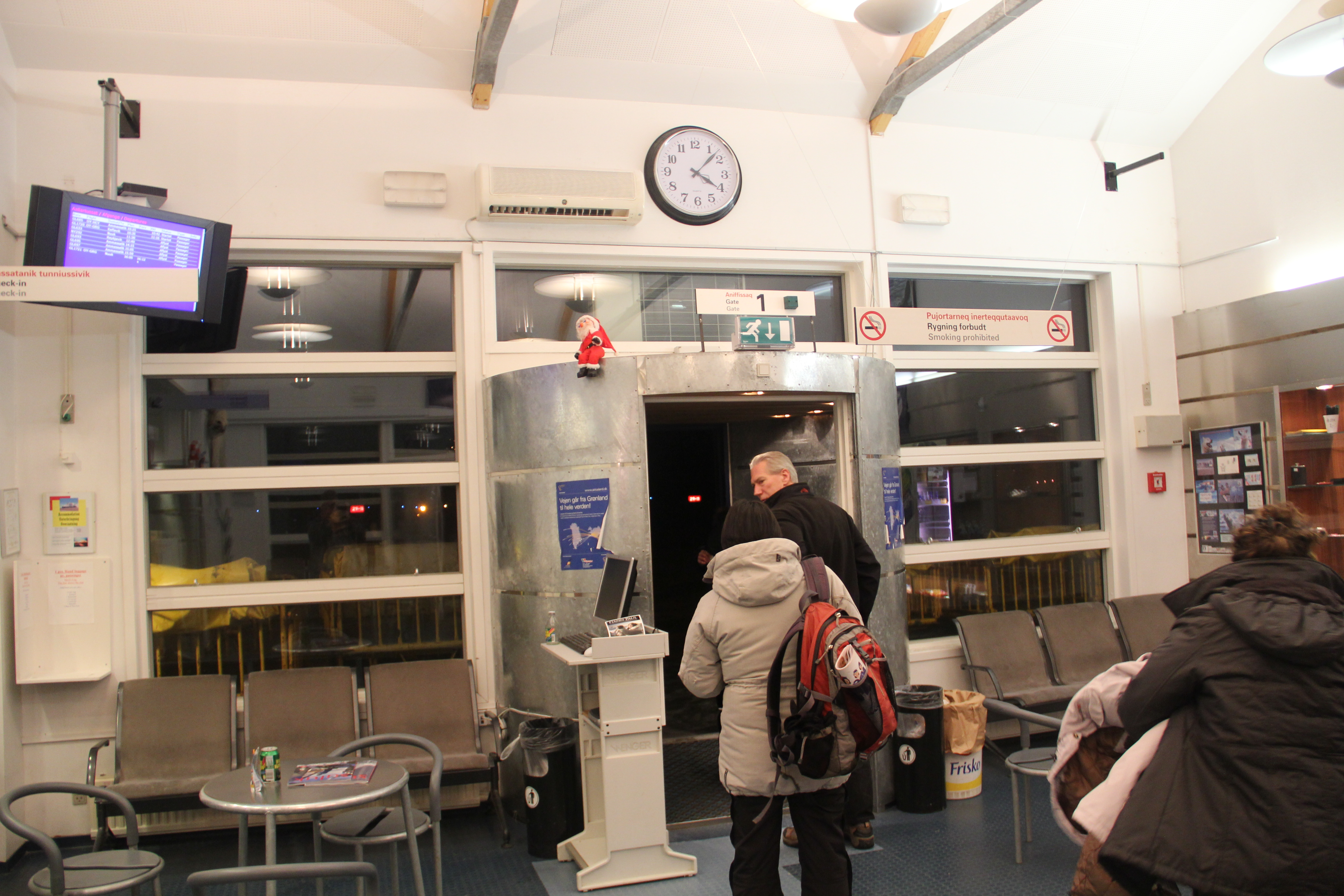
Im Terminal (2011)

Der Flughafen Kulusuk wurde 1958/59 errichtet, um die US-amerikanische Militärradarstation DYE-4 versorgen zu können. Ab 1962 wurde der Flughafen von der dänischen Regierung mitverwaltet und fortan zivile Flüge durchgeführt. 1995 wurde ein neues Terminalgebäude eröffnet.

## Ausstattung
Der Flughafen verfügt über eine mit Schotter bedeckte Landebahn (11/29) mit einer Länge von 1199 m und einer Breite von 30 m. Es gibt keine Flächenenteisungsanlagen. Es sind GPS-gestützte Nicht-Präzisionsanflüge und ein NDB-Anflug verfügbar, Sichtflug ist aber ebenfalls gestattet.

## Fluggesellschaften und Ziele
Der Flughafen Kulusuk fungiert als Drehkreuz für den ostgrönländischen Flugverkehr. Air Greenland bietet Flüge zum Flughafen Nuuk an. Per Helikopter kann der Heliport Tasiilaq erreicht werden, von wo aus die umliegenden Dörfer bedient werden. Icelandair fliegt Kulusuk zudem vom Flughafen Reykjavík aus an.

## Zwischenfälle
- Am 2. Juli 1972 wurde eine Douglas DC-3/C-47B der Rousseau Aviation (Luftfahrzeugkennzeichen F-WSGU) bei einer Notlandung derart beschädigt, dass eine Reparatur auf dem abgelegenen Flugplatz nicht mehr möglich war. Die Maschine befand sich auf dem Überführungsflug in die USA.[6][7]
- Am 20. April 1985 verunglückte eine von der nicaraguanischen Fluggesellschaft Aeronica gekaufte Fokker F27-100 Friendship (YN-BZF) auf ihrem Überführungsflug von Europa nach Nicaragua etwa 280 km westlich des Flughafens Kulusuk. Nach dem Auftanken in Reykjavík gab es Probleme mit dem Pumpen des Treibstoffs von den zusätzlichen Tanks zu den Triebwerken. Daher entschied sich die Besatzung zur Umkehr nach Kulusuk, konnte den Flugplatz aufgrund schlechten Wetters jedoch nicht finden. Bei der Notlandung im Schnee nahe einer Radarstation kamen von den fünf Besatzungsmitgliedern zwei ums Leben.[8] → Hauptartikel: Flugunfall der Aeronica auf Grönland